# Cyperus sikkimensis
Cyperus sikkimensis är en halvgräsart som beskrevs av Georg Kükenthal. Cyperus sikkimensis ingår i släktet papyrusar, och familjen halvgräs.
Artens utbredningsområde är Sikkim. Inga underarter finns listade i Catalogue of Life.